# Barbora Braniborská (1527–1595)
Barbora Braniborská (10. srpna 1527, Berlín – 2. ledna 1595, Brzeg) byla braniborská markraběnka a lehnicko-břežská kněžna z rodu Hohenzollernů.

## Život
Byla dcerou braniborského kurfiřta Jáchyma II. a Magdaleny Saské. Provdala se za lehnicko-břežského knížete Jiřího II., s nímž měla sedm dětí:
- Barbora (24. září 1548 – 29. září 1565)
- Jáchym Fridrich (29. září 1550 – 25. března 1602), kníže břežský, olavský a lehnický, ⚭ 1577 Anna Marie Anhaltská (13. června 1561 – 14. listopadu 1605)
- Jan Jiří (17. června 1552 – 6. července 1592), kníže olavský a volovský, ⚭ 1582 Anna Württemberská (12. června 1561 – 7. července 1616)
- Žofie (19. listopadu 1556 – 24. srpna 1594)
- Magdalena (14. října 1560 – 2. února 1562)
- dcera (*/† 6. dubna 1561)
- Alžběta Magdalena (17. listopadu 1562 – 1. února 1630), ⚭ 1585 Karel II. Minsterberský (15. dubna 1545 – 10. ledna 1617), minsterberský, olešnický a bernštatský kníže